# Amatitlán-See

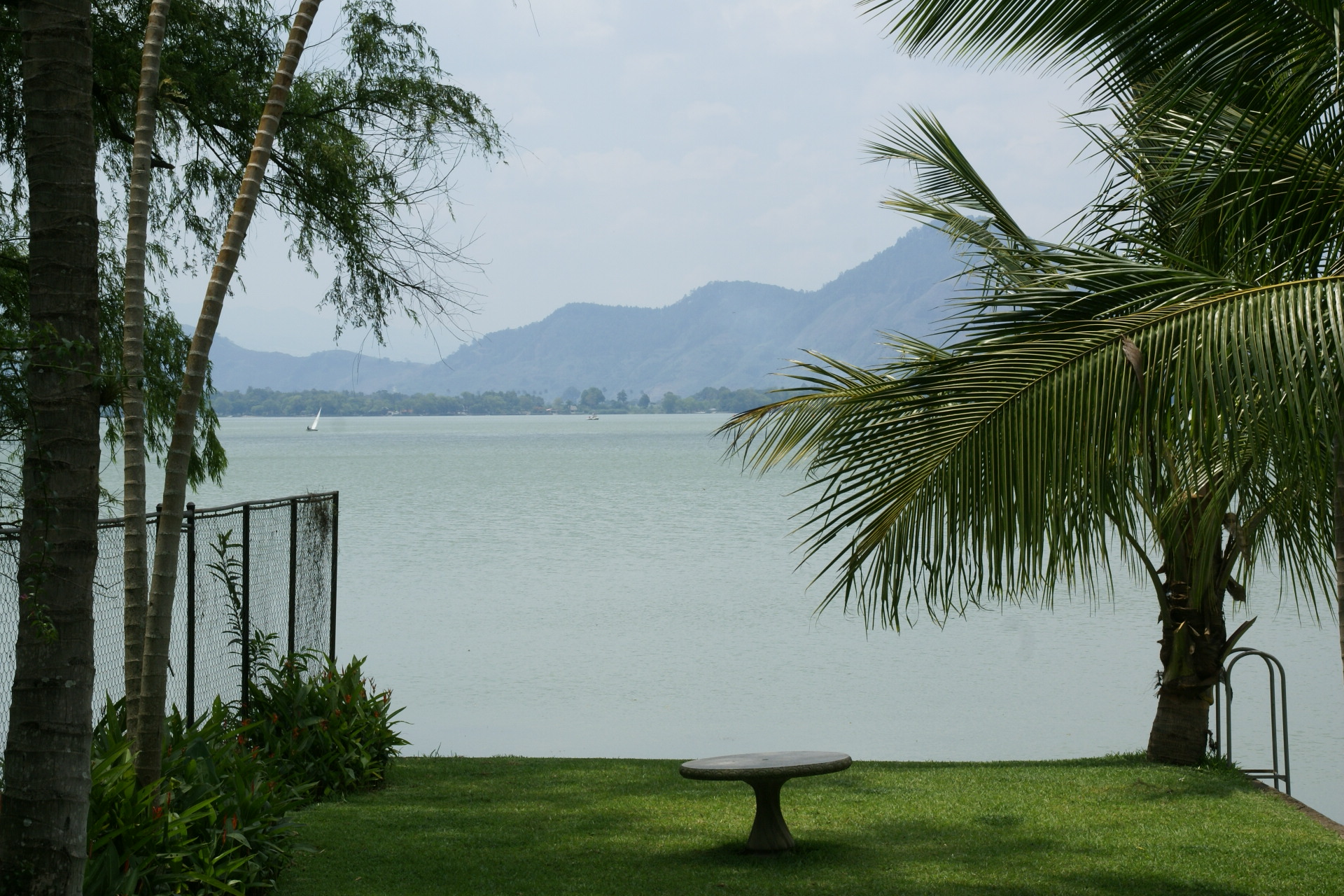
Weitere Ansicht des Sees

Der Amatitlán-See ist der viertgrößte See in Guatemala.
Er liegt rund 26 km südlich der Hauptstadt Guatemala-Stadt auf einer Höhe von 1188 m über dem Meeresspiegel. Der Süßwassersee füllt eine vulkanische Caldera und ist etwa 15 km² groß. Er ist an der tiefsten Stelle 33 m tief, im Durchschnitt ist er 18 m tief. Am Westufer des Sees liegt die gleichnamige Stadt Amatitlán, wenige Kilometer südlich des Pacaya, einer der aktivsten Vulkane Zentralamerikas.
Durch einen Eisenbahndamm ist der See in zwei Teile getrennt, was unterschiedliche biologische Zustände zur Folge hat. In den Amatitlán-See wurden bis 2005 ungeklärte Abwässer der Hauptstadt eingelassen. Durch ein Sanierungsprojekt konnte die  Wasserqualität mittlerweile verbessert werden.
Trotzdem vermüllt der See seit Jahren zunehmend.
Das Lied „Reno“ von Bruce Springsteen nimmt im Text Bezug auf den See: Sunlight on the Amatitlan, Sunlight streaming through your hair.